# Крючковидные отростки рёбер

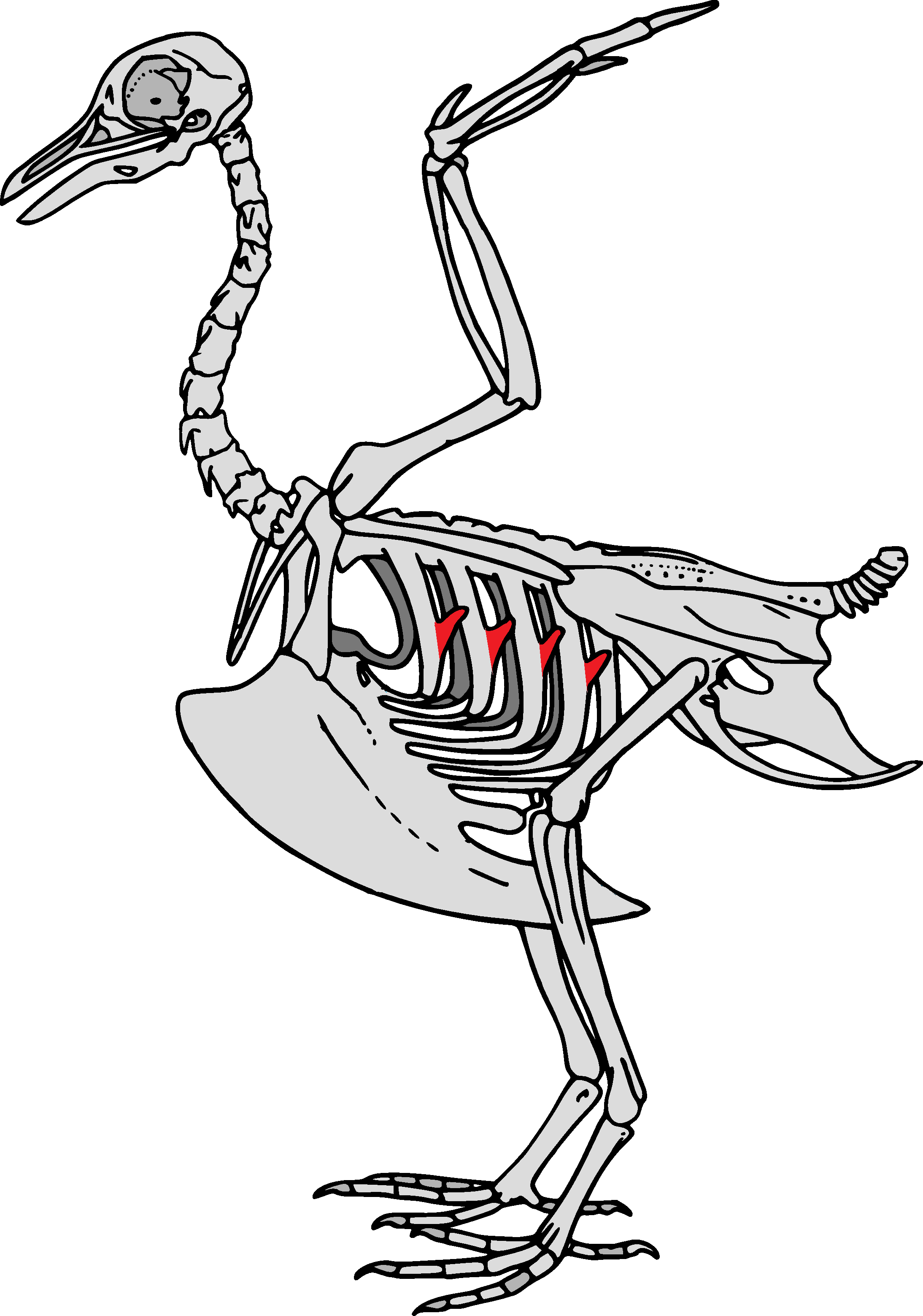
На этом стилизованном скелете птицы выделены крючковидные отростки

Крючковидные отростки рёбер — костяные выросты, исходящие от вертикального сегмента каждого ребра в каудальном направлении. Они обнаруживаются у птиц (за исключением паламедей), рептилий, и ранних амфибий — ихтиостег.
Эти отростки могут служить для присоединения лопаточных мышц и для усиления грудной клетки за счёт перекрытия с ребром позади отростка. Также была показана их роль в дыхании — увеличение эффективности мышц, обеспечивающих вдох. Отростки короче у ходящих птиц и длиннее у ныряющих; у неспециализированных видов имеют среднюю длину. Паламедеи уникальны среди птиц как не имеющие данных отростков. Отростки также обнаружены у некоторых энанциорнисовых птиц. Хотя костяные крючковидные отростки уникальны для птиц, хрящевые отростки имеются у крокодилов. Обнаружены также у гаттерий, каудиптерикса, конфуциусорниса, представителей семейства Oviraptoridae и рода Chaoyangia, однако отсутствуют у археоптериксов.